# Khadija Gbla
Khadija Gbla là nhà hoạt động nữ quyền và nhân quyền từ quốc gia châu Phi - Sierra Leone. Cô làm việc như một nhà tư vấn văn hóa, một diễn giả chính và một nhà vận động chống FGM.
Gbla từng nói: "FGM tác động đến bạn ở mọi giai đoạn của cuộc đời bạn cần phải được thực hiện. Chúng ta phải chấm dứt hành vi vi phạm nhân quyền này. " 

## Đời tư
Năm 1991, gia đình cô chuyển đến Gambia và sau đó tới Úc vì lý do an toàn, nơi họ được cấp quy chế tị nạn vào năm 2001.
Khadija bị lùng bắt ở Gambia khi cô 9 tuổi, nhưng không hiểu điều đó vào thời điểm đó. Mẹ cô đưa cô vào bụi rậm và giữ cô xuống trong khi một phụ nữ lớn tuổi cắt cô bằng con dao rỉ sét. Cô bắt đầu bị kéo đi. Tôi nhớ nỗi đau và chấn thương của nó. Con dao đã rỉ sét đến nỗi cảm giác như nó đang diễn ra mãi mãi '. Gbla 13 tuổi khi cô nhận ra mình là nạn nhân của FGM.

## Nghề nghiệp
Cô tình nguyện tham gia một tổ chức từ thiện ở Nam Úc có tên là Sức khỏe Phụ nữ trên toàn quốc. Cô đã giúp giáo dục các bác sĩ, cảnh sát và cộng đồng về FGM. Khadija hoạt động để bãi bỏ việc kỳ thị FGM ở Úc, thành lập tổ chức từ thiện NO FGM Australia để cung cấp hỗ trợ chăm sóc sức khỏe và giáo dục cho phụ nữ và trẻ em gái.
Khadija làm việc như một nhà giáo dục đồng đẳng cho chương trình Heath Heath Toàn quốc của Nam Úc, nơi cô đã diễn thuyết và nói chuyện với các chuyên gia y tế về việc cắt xén bộ phận sinh dục nữ - giúp họ hiểu nó là gì, xảy ra ở đâu và niềm tin văn hóa bao quanh nó. Cô khuyên Hội đồng Thanh niên của Bộ trưởng Chính phủ Nam Úc tổ chức các trại và hoạt động cho những người tị nạn mới đến và để nâng cao nhận thức về các vấn đề sức khỏe tình dục và tinh thần giữa các đồng nghiệp của cô. Cô đại diện cho Úc trên trường quốc tế tại Mô hình Quốc gia Harvard Liên Hợp Quốc và Diễn đàn Thanh niên Khối thịnh vượng chung của Đối thoại Úc và Châu Phi, và cô phát biểu tại nhiều sự kiện.
Năm 2018 Khadija tuyên bố: "Tôi bắt đầu tình nguyện cho Women Health State Worldwide, một dịch vụ giúp phụ nữ có nhu cầu về sức khỏe và hạnh phúc. Đây là lúc tôi bắt đầu nói chuyện với các chuyên gia y tế về cắt bỏ bộ phận sinh dục nữ (FGM) - giúp họ hiểu những gì nó là, nơi nó xảy ra, niềm tin văn hóa bao quanh nó và làm thế nào để giải quyết nó. " 
Công ty tư vấn văn hóa Khadija Gbla của cô cung cấp đào tạo nâng cao nhận thức văn hóa và tạo điều kiện cho các cơ quan Chính phủ, cho các tổ chức và cá nhân phi lợi nhuận; và vận động và cố vấn. Cô đã phát biểu tại nhiều sự kiện TEDx. Hơn nữa, Sheis là Giám đốc điều hành của tổ chức phi lợi nhuận "No FGM Australia" hoạt động để bảo vệ các cô gái Úc khỏi FGM và hỗ trợ những người sống sót FGM. Cô là Đại sứ cho "Đồng hồ của chúng tôi", một tổ chức được thành lập để thay đổi thái độ bạo lực đối với phụ nữ và trẻ em của họ, và Giám đốc Tổ chức từ thiện của Reacher - Cam kết tự trao quyền cho phụ nữ và trẻ em gái.

## Sự công nhận
Tác phẩm của cô đã được vinh danh nhiều lần:
- Chung kết Phụ nữ 2016 và Qantas Phụ nữ tương lai
- 2014 Nhà quảng cáo 50 phụ nữ có ảnh hưởng nhất của Nam Úc
- Tạp chí Madison 2013 100 phụ nữ truyền cảm hứng hàng đầu của Úc
- Các nhà hoạt động nhân quyền quốc tế năm 2013 sẽ coi chừng năm 2013
- 2011 Nhà nước, Chung kết Úc trẻ của năm.[5]